# Jawor
Jawor [ˈjavɔr], tyska: Jauer, är en stad i sydvästra Polen och huvudort i distriktet Powiat jaworski i Nedre Schlesiens vojvodskap. Staden är belägen vid Nysa Szalona, en biflod till Kaczawa. Staden hade 23 857 invånare i juni 2014 och tillhör Nedre Schlesiens vojvodskap sedan 1999. Den är medlem av den tysk-polsk-tjeckiska samarbetsorganisationen Euroregion Neisse.

## Historia
Jauer var 1303-68 huvudstad i det piastiska hertigdömet Jawor i nedre Schlesien, och var en huvudort för det schlesiska linneväveriet, men förlorade sitt välstånd under religionskrigen. Staden tillhörde kungariket Böhmen och de habsburgska kronländerna 1392 -1741. 
Efter det att Schlesien tillfallit Preussen efter Österrikiska tronföljdskriget 1742 blev Jawor kretsstad i preussiska regeringsområdet Liegnitz i provinsen Schlesien efter 1815. År 1905 hade staden 13 307 invånare. Efter Tysklands nederlag i andra världskriget hamnade Jauer på den östra sidan av Oder-Neisse-linjen och tillföll Polen genom Potsdamöverenskommelsen. Den tyska befolkningen tvångsförflyttades västerut och staden döptes officiellt om av myndigheterna till den polska namnformen Jawor. Under decennierna efter kriget återbefolkades staden av polska bosättare och flyktingar från de tidigare polska områdena öster om Curzonlinjen.
Staden tillhörde Legnicas vojvodskap 1975-1998.

## Kultur och sevärdheter

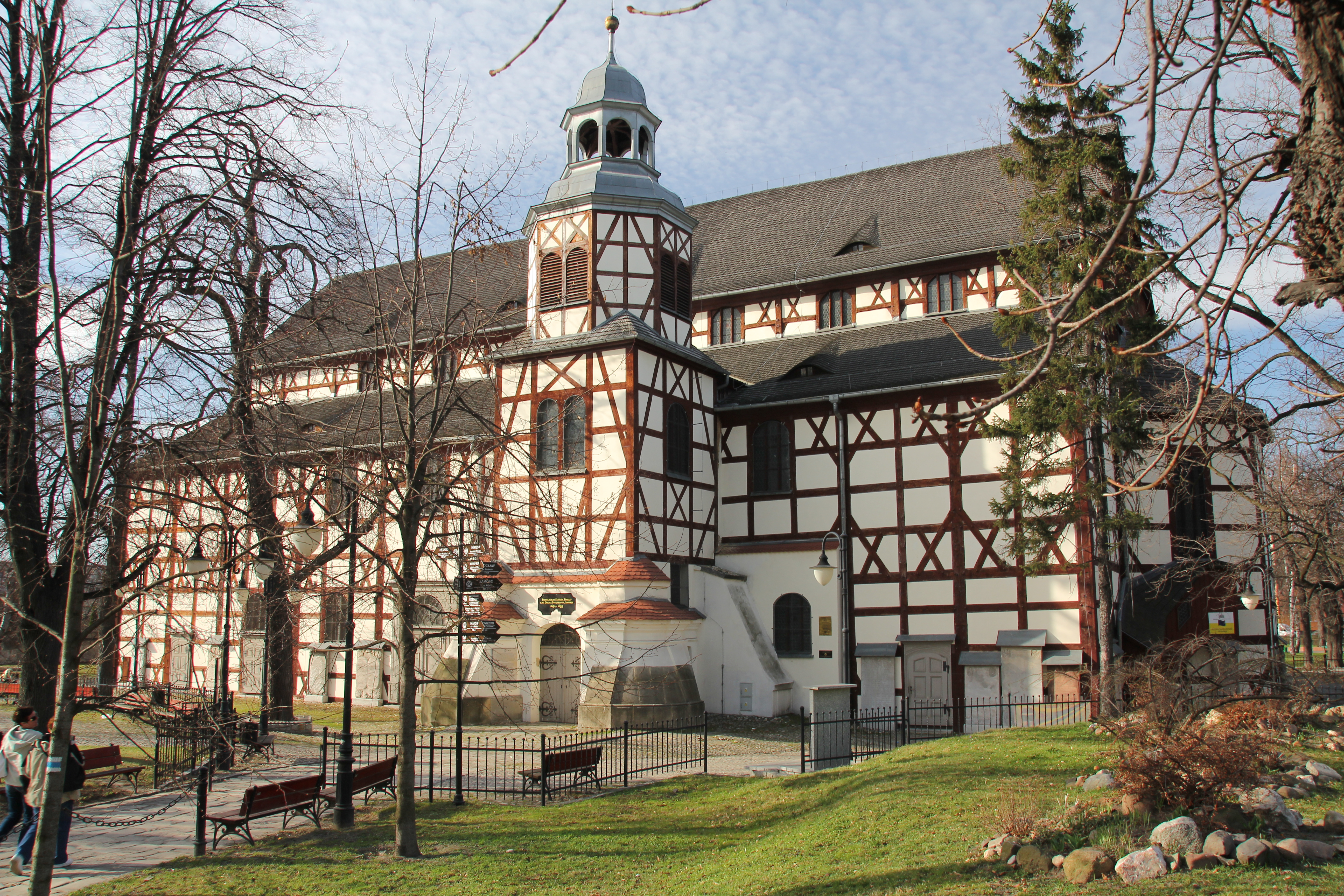
Fredskyrkan i Jawor.

- Fredskyrkan i Jawor är en av de två liknande kyrkor i Schlesien som tillsammans utgör ett Unesco-världsarv. Kyrkan uppfördes i barockstil 1654–1655 i fackverkskonstruktion, efter ritningar av Albrecht von Säbisch.
- S:t Martinskyrkan (Kośćiół Św. Marcina) uppfördes 1330-1370 och har flera gånger byggts om. Mellan 1526 och 1650 var kyrkan protestantisk kyrka. Kyrkan har detaljerade stenarbeten från renässansen och en välbevarad inredning med träarbeten och målningar från första hälften av 1700-talet. Högaltaret målades av Felix Anton Scheffler och Michael Willmann.
- Det f.d. Bernadinerklostret (Pobernardyński klasztor) med klosterkyrkan, Mariakyrkan, instiftades 1486–1492 under biskop Johann von Wardein. Klostret var fattighus 1565–1613 och därefter protestantisk skola. 1638 överlämnades kyrkan av kejsaren Ferdinand III till Bernardinerna. Klostret sekulariserades 1810 och fungerade som arsenal fram till 1945. Idag är klostret regionalmuseum och galleri för schlesisk sakral konst.
- S:a Barbara-kapellet (Kaplica Św. Barbary) norr om stora torget uppfördes troligen under 1200-talet och byggedes om 1311 samt 1786. Sedan 1846 har kyrkan fungerat som begravningskapell.
- S:t Adalbert-kapelleet (Kaplica Św. Wojciecha) uppfördes ursprungligen som synagoga omkring 1364. Efter att stadens judiska befolkning fördrivits 1420 blev byggnaden hospitalkapell och byggdes om i grunden 1729. Det tidigare angränsande hospitalet från 1446 förstördes 1945.
- Rådhuset, uppfört 1896 i historicistisk stil på platsen för det tidigare medeltida rådhuset. Det sengotiska tornet uppfördes 1537.
- Av den ursprungliga borgarhusbebyggelsen från 1500-talet till 1800-talet, med renässans- och barockfasader och valvgångar, återstår byggnaderna vid södra och västra delen av torget. De övriga delarna av torgbebyggelsen förstördes 1945 och ersattes med modernare byggnader under 1960-talet.
- Strzegomtornet (Wieża Strzegomska) från 1300-talet är det enda bevarade tornet vid Strzegomporten. Av stadsmuren återstår mindre delar.
- Jawors hertigliga slott ligger sydväst om torget. Det uppfördes troligen i början av 1200-talet som säte för en fogde, men är belagt i skriftliga källor först 1292. Slottet byggdes ut och moderniserades under hertigarna av Schweidnitz-Jauer från 1274 med vallgravar och en ringmur som uppfördes omkring år 1300. Ytterligare ombyggnader skedde under hertigen Bolko II av Nedre Schlesien och början av 1400-talet under kung Wencel IV av Böhmen. Efter en brand byggdes slottet 1552–1568om i renässansstil, och efter ytterligare en brand 1648 fick slottet sitt nuvarande utseende 1663–1665 under Otto von Nostitz länsherreskap.
- Teatern uppfördes genom en ombyggnation av de dåvarande tyghallarna 1799. Efter en kort period som bank- och auktionshus 1867 till 1875 kom byggnaden åter att användas som teater, med inredning i nyrenässansstil, och moderniserades 1925–1926.

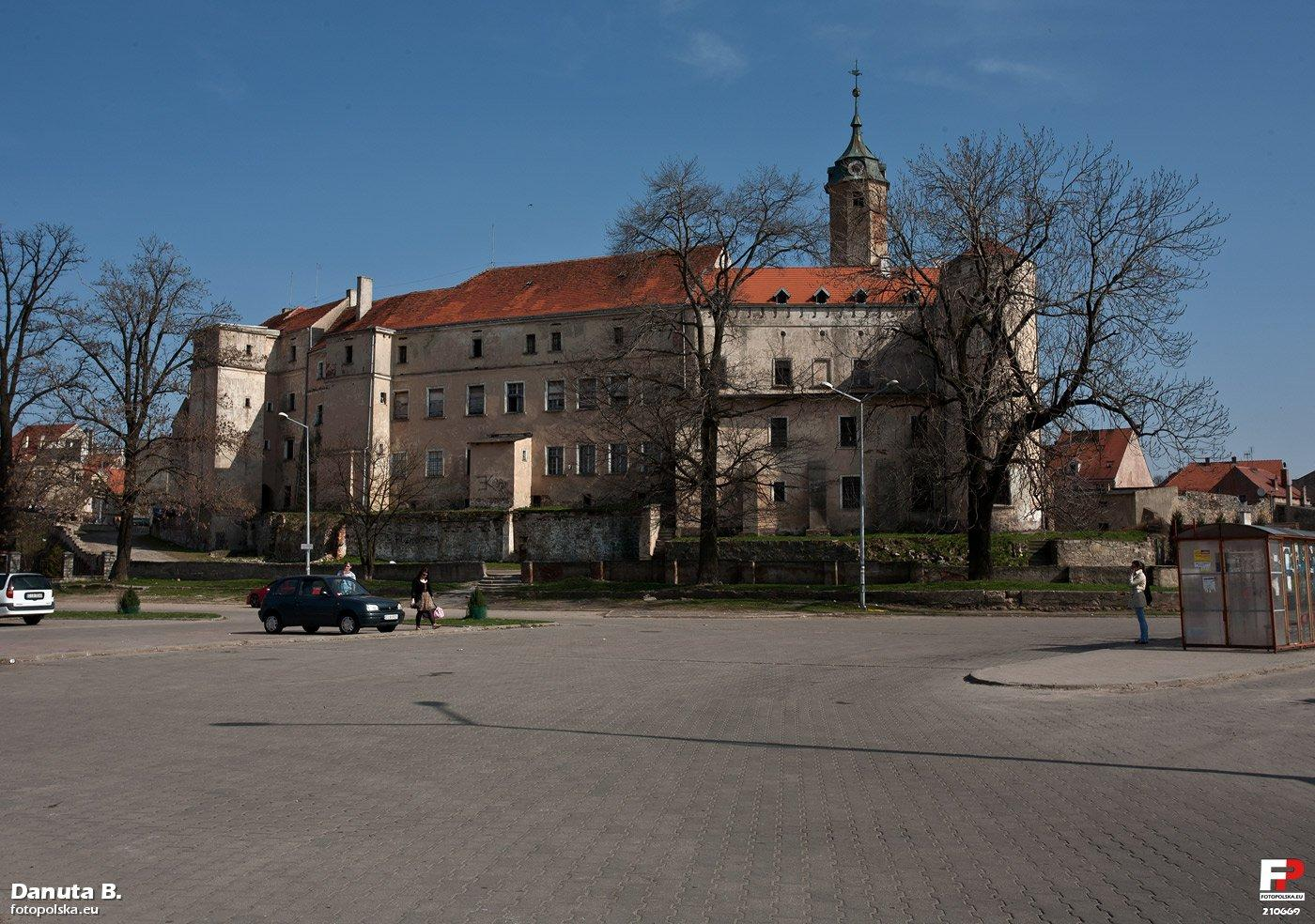
Jawors slott.
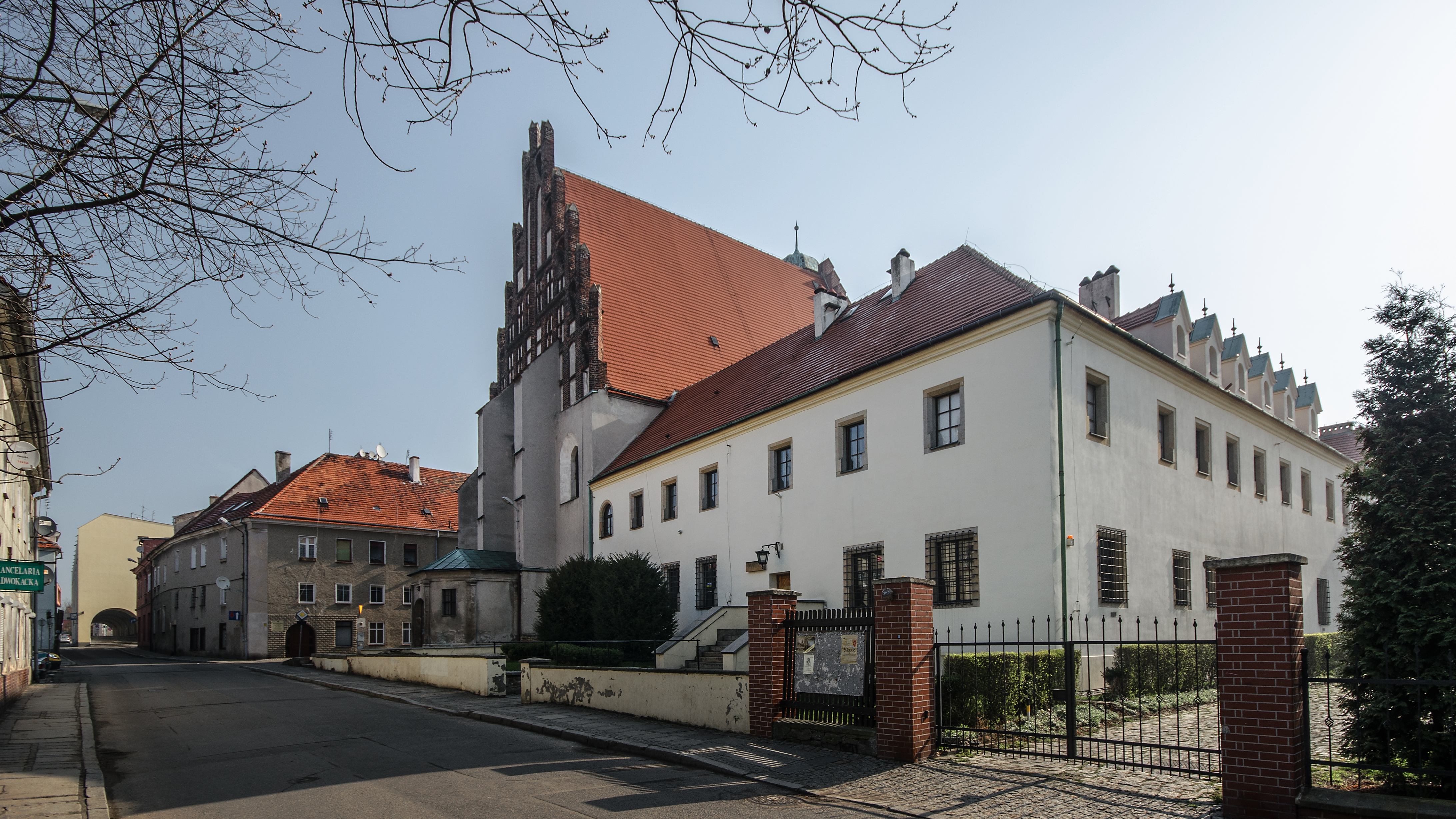
Klostret.
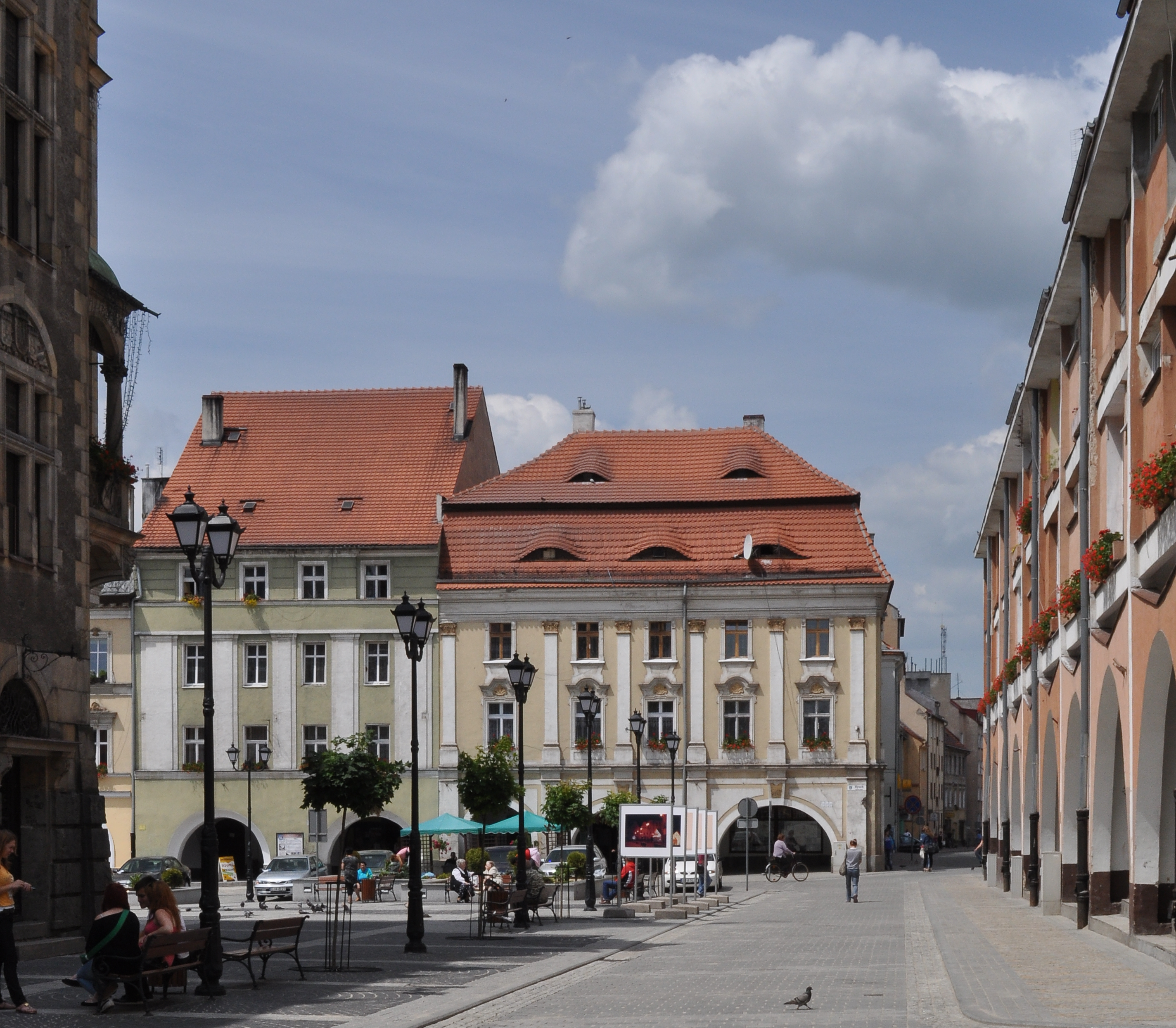
Stora torget.
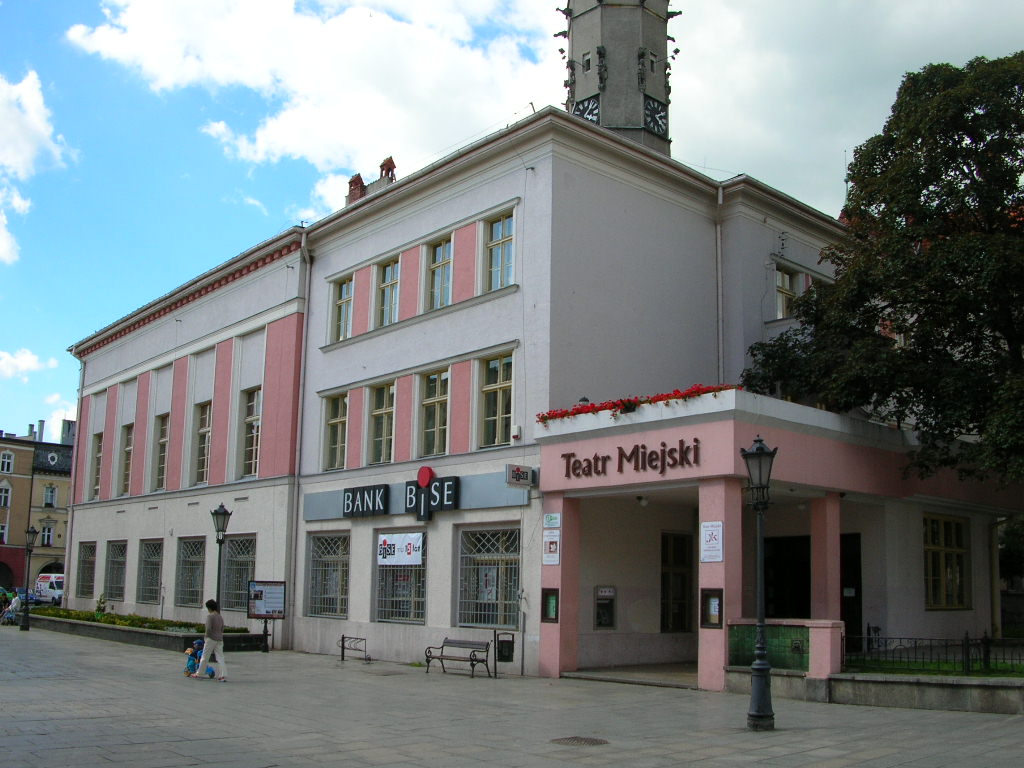
Stadsteatern.
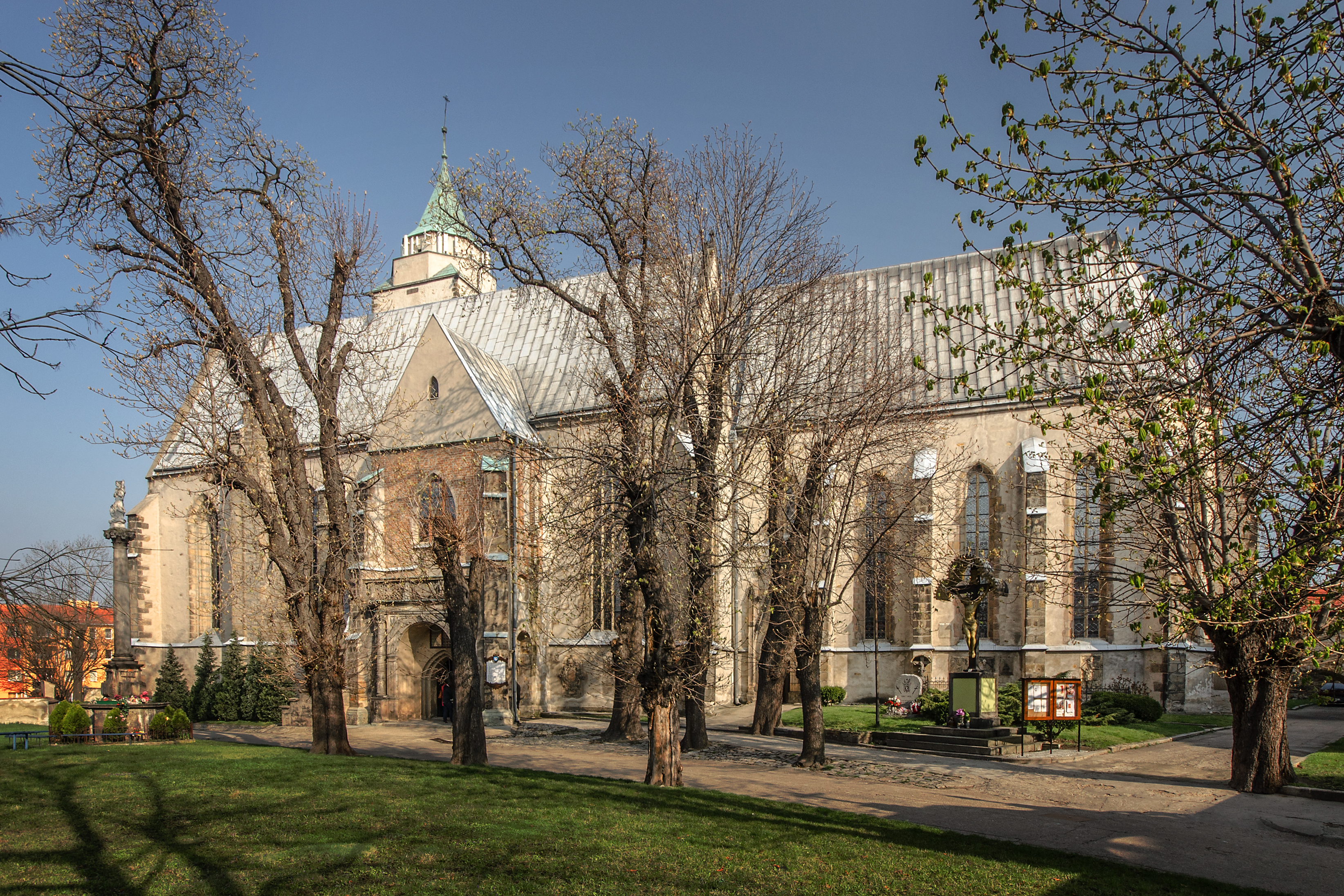
S:t Martinskyrkan.
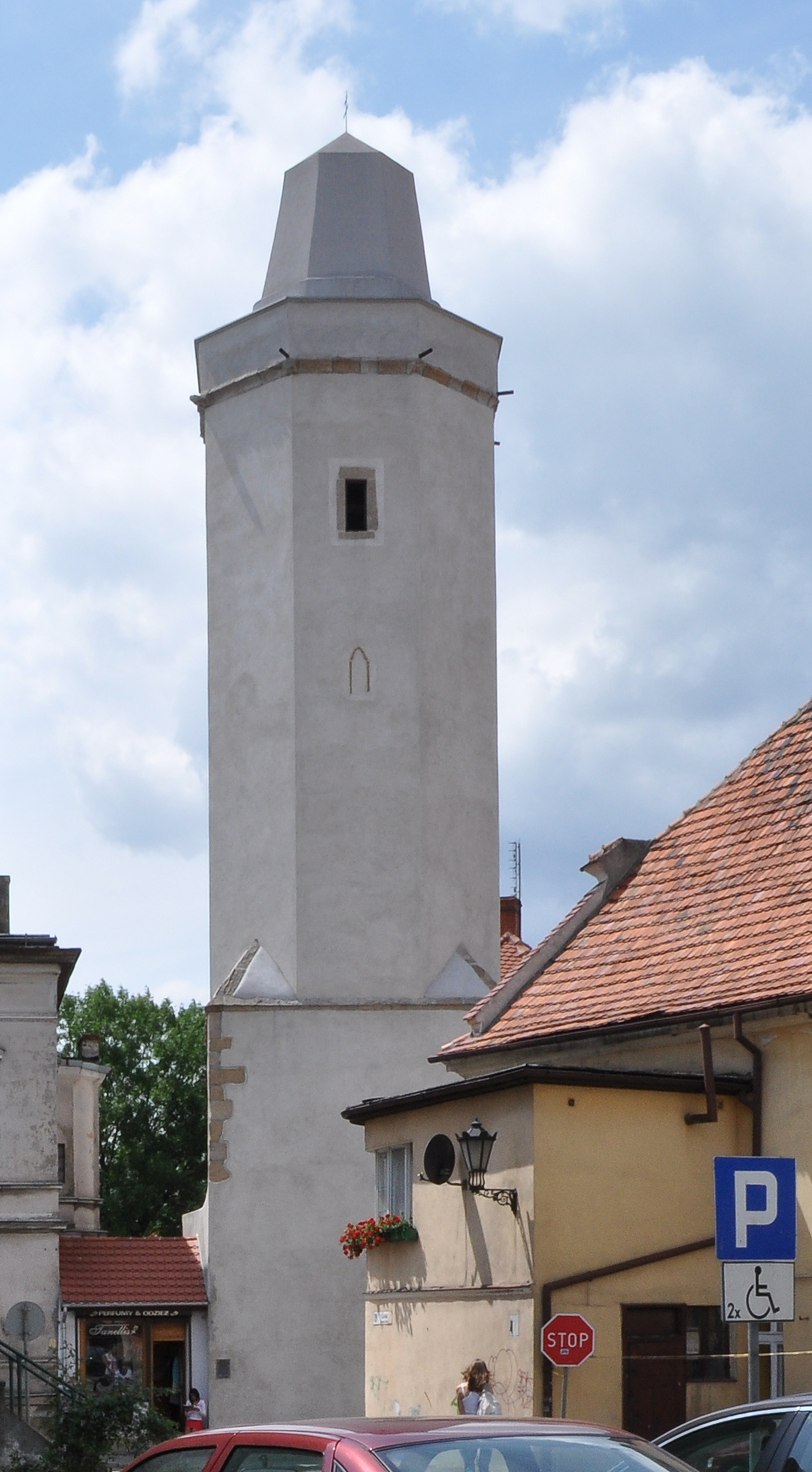
Strzegomtornet.

## Kommunikationer
Jawor har en järnvägsstation på järnvägen mellan Świdnica och Legnica. Europavägen E65, i Polen skyltad som nationell väg nummer 3, passerar genom staden i nord-sydlig riktning.

## Kända invånare
Följande personer är födda i Jawor/Jauer:
- Nikolaus Magni von Jauer (~ 1355–1435), rektor för Karlsuniversitetet i Prag och Heidelbergs universitet.
- Georg Friedrich Schröer (1663–1739 ), luthersk teolog.
- Christoph Hackner (1663–1741), arkitekt.
- Franz Dominikus von Almesloe (1704–1760), teolog.
- Karl Friedrich Flögel (1729–1788), kultur- och litteraturhistoriker.
- Heinrich Gottfried von Mattuschka (1734–1779), botaniker.
- Henriette Hanke (1785–1862), författare.
- Friedrich Müller, ledamot av Reichstag.
- Carl Peschke (1853–1907), företagare och socialdemokratisk politiker.
- Arthur Lieutenant (1884–1968), politiker.
- Ludwig Manfred Lommel (1891–1962), humorist.
- Gerhard Bersu (1889–1964), historiker och arkeolog.
- Heinz Schön (1926–2013), tysk författare och arkivarie.
- Peter Fey (1928–2015), professor i informationsteknik.